# Mannschaftskader der Primera División (Schach) 1980
Die Liste der Mannschaftskader der Primera División (Schach) 1980 enthält alle Spieler, die in der spanischen Primera División im Schach 1980 mindestens eine Partie spielten, mit ihren Einzelergebnissen.

## Allgemeines
Während UGA Barcelona und CA Gambito Valencia in allen Wettkämpfen die gleichen vier Spieler einsetzte, spielten bei CE Terrassa sieben Spieler mindestens eine Partie. Insgesamt kamen 52 Spieler zum Einsatz, von denen 26 an allen Wettkämpfen teilnahmen.
Punktbeste Spieler waren Orestes Rodríguez Vargas (CE Vulcà Barcelona) und Manuel Rivas Pastor (Círculo Mercantil Sevilla) mit je 7 Punkten aus 9 Partien, Ángel Martín González (CE Vulcà Barcelona) erreichte 6,5 Punkte aus 9 Partien. Carles Casacuberta Vergés (CE Olot) gewann bei allen drei Einsätzen und erreichte damit als einziger Spieler 100 %.

## Legende
Die nachstehenden Tabellen enthalten folgende Informationen:
- Nr.: Ranglistennummer
- Titel: FIDE-Titel; GM = Großmeister, IM = Internationaler Meister
- Land: Verbandszugehörigkeit gemäß Elo-Liste von Januar 1980; COL = Kolumbien, ESP = Spanien, PER = Peru, SWE = Schweden
- Elo: Elo-Zahl in der Elo-Liste von Januar 1980 oder der Ergänzungsliste von Juli 1980
- G: Anzahl Gewinnpartien
- R: Anzahl Remispartien
- V: Anzahl Verlustpartien
- Pkt.: Anzahl der erreichten Punkte
- Partien: Anzahl der gespielten Partien

## CE Vulcà Barcelona
| Nr. | Titel | Name                     | Land | Elo  | G | R | V | Pkt. | Partien |
| --- | ----- | ------------------------ | ---- | ---- | - | - | - | ---- | ------- |
| 1   | GM    | Orestes Rodríguez Vargas | PER  | 2445 | 6 | 2 | 1 | 7    | 9       |
| 2   | GM    | Juan Manuel Bellón López | ESP  | 2430 | 4 | 4 | 0 | 6    | 8       |
| 3   |       | Ángel Martín González    | ESP  | 2365 | 4 | 5 | 0 | 6,5  | 9       |
| 4   |       | Jordi Ayza Ballester     | ESP  |      | 2 | 2 | 0 | 3    | 4       |
| 5   |       | Manuel Nieto Míguez      | ESP  |      | 0 | 3 | 1 | 1,5  | 4       |
| 6   |       | Jordi Miralles Brugués   | ESP  |      | 1 | 1 | 0 | 1,5  | 2       |

## CE Olot
| Nr. | Titel | Name                            | Land | Elo  | G | R | V | Pkt. | Partien |
| --- | ----- | ------------------------------- | ---- | ---- | - | - | - | ---- | ------- |
| 1   | IM    | Óscar Humberto Castro Rojas     | COL  | 2420 | 4 | 3 | 2 | 5,5  | 9       |
| 2   | IM    | Antonio Medina García           | ESP  | 2370 | 3 | 5 | 1 | 5,5  | 9       |
| 3   | IM    | Francisco Javier Sanz Alonso    | ESP  | 2355 | 4 | 4 | 1 | 6    | 9       |
| 4   |       | Miguel Ángel Nepomuceno Salcedo | ESP  |      | 2 | 1 | 3 | 2,5  | 6       |
| 5   |       | Carles Casacuberta Vergés       | ESP  |      | 3 | 0 | 0 | 3    | 3       |

## UGA Barcelona
| Nr. | Titel | Name                               | Land | Elo  | G | R | V | Pkt. | Partien |
| --- | ----- | ---------------------------------- | ---- | ---- | - | - | - | ---- | ------- |
| 1   | GM    | Arturo Pomar Salamanca             | ESP  | 2410 | 2 | 7 | 0 | 5,5  | 9       |
| 2   |       | Francisco Javier Ochoa de Echagüen | ESP  | 2410 | 0 | 9 | 0 | 4,5  | 9       |
| 3   | IM    | José Luis Fernández García         | ESP  | 2390 | 4 | 4 | 1 | 6    | 9       |
| 4   |       | Guillermo Buxadé Roca              | ESP  | 2210 | 4 | 3 | 2 | 5,5  | 9       |

## CE Terrassa
| Nr. | Titel | Name                  | Land | Elo  | G | R | V | Pkt. | Partien |
| --- | ----- | --------------------- | ---- | ---- | - | - | - | ---- | ------- |
| 1   | IM    | Ricardo Calvo Mínguez | ESP  | 2420 | 3 | 0 | 2 | 3    | 5       |
| 2   |       | Xavier Mateu i Palau  | ESP  |      | 3 | 3 | 3 | 4,5  | 9       |
| 3   |       | Juan Pomés Marcet     | ESP  |      | 3 | 2 | 1 | 4    | 6       |
| 4   |       | Joan Mora Amella      | ESP  |      | 0 | 5 | 1 | 2,5  | 6       |
| 5   |       | Emili Simón Padrós    | ESP  |      | 4 | 2 | 1 | 5    | 7       |
| 6   |       | Jordi Antigua Padrós  | ESP  |      | 0 | 2 | 0 | 1    | 2       |
| 7   |       | Alex Sanahuja Palomo  | ESP  |      | 0 | 1 | 0 | 0,5  | 1       |

## CA Gambito Valencia
| Nr. | Titel | Name                  | Land | Elo  | G | R | V | Pkt. | Partien |
| --- | ----- | --------------------- | ---- | ---- | - | - | - | ---- | ------- |
| 1   | IM    | Jaan Eslon            | SWE  | 2415 | 2 | 6 | 1 | 5    | 9       |
| 2   |       | Rafael Mari Sancho    | ESP  |      | 1 | 8 | 0 | 5    | 9       |
| 3   |       | Ramón Navarro Lerma   | ESP  |      | 2 | 5 | 2 | 4,5  | 9       |
| 4   |       | Vicente Campos Aucejo | ESP  |      | 3 | 5 | 1 | 5,5  | 9       |

## Círculo Mercantil Sevilla
| Nr. | Titel | Name                     | Land | Elo  | G | R | V | Pkt. | Partien |
| --- | ----- | ------------------------ | ---- | ---- | - | - | - | ---- | ------- |
| 1   | GM    | Jesús Díez del Corral    | ESP  | 2485 | 2 | 3 | 4 | 3,5  | 9       |
| 2   | IM    | Manuel Rivas Pastor      | ESP  | 2375 | 5 | 4 | 0 | 7    | 9       |
| 3   |       | Ricardo Montecatine Rios | ESP  |      | 3 | 5 | 1 | 5,5  | 9       |
| 4   |       | Leonardo García Junco    | ESP  |      | 2 | 0 | 3 | 2    | 5       |
| 5   |       | Eduardo Niehus Hiller    | ESP  |      | 0 | 2 | 2 | 1    | 4       |

## Asociación Barcinona
| Nr. | Titel | Name                   | Land | Elo  | G | R | V | Pkt. | Partien |
| --- | ----- | ---------------------- | ---- | ---- | - | - | - | ---- | ------- |
| 1   |       | Luís González Mestres  | ESP  | 2360 | 2 | 4 | 3 | 4    | 9       |
| 2   |       | Josep Parés Vives      | ESP  | 2280 | 1 | 5 | 2 | 3,5  | 8       |
| 3   |       | Gregorio García Conesa | ESP  | 2300 | 1 | 2 | 4 | 2    | 7       |
| 4   |       | Josep Garriga Nualart  | ESP  | 2300 | 3 | 4 | 1 | 5    | 8       |
| 5   |       | Lluís Coll Enriquez    | ESP  |      | 2 | 1 | 1 | 2,5  | 4       |

## CA Peña Rey Ardid Bilbao
| Nr. | Titel | Name                         | Land | Elo | G | R | V | Pkt. | Partien |
| --- | ----- | ---------------------------- | ---- | --- | - | - | - | ---- | ------- |
| 1   |       | Pedro María Zabala Bilbao    | ESP  |     | 4 | 1 | 4 | 4,5  | 9       |
| 2   |       | Juan Carlos Fernández García | ESP  |     | 2 | 1 | 6 | 2,5  | 9       |
| 3   |       | Rafael Álvarez Ibarra        | ESP  |     | 1 | 5 | 3 | 3,5  | 9       |
| 4   |       | Luis Carnicero Rodríguez     | ESP  |     | 1 | 3 | 4 | 2,5  | 8       |
| 5   |       | Ferran Arrechea Larrea       | ESP  |     | 0 | 1 | 0 | 0,5  | 1       |

## CA Caja de Ahorros Málaga
| Nr. | Titel | Name                           | Land | Elo  | G | R | V | Pkt. | Partien |
| --- | ----- | ------------------------------ | ---- | ---- | - | - | - | ---- | ------- |
| 1   |       | Vicente Gómez Polo             | ESP  |      | 1 | 2 | 6 | 2    | 9       |
| 2   |       | Francisco Javier Muñoz Moreno  | ESP  |      | 3 | 3 | 2 | 4,5  | 8       |
| 3   |       | Jiménez                        | ESP  |      | 1 | 3 | 5 | 2,5  | 9       |
| 4   |       | Ramón Durán Leon               | ESP  | 2210 | 1 | 1 | 3 | 1,5  | 5       |
| 5   |       | Antonio Gutiérrez De las Heras | ESP  |      | 0 | 0 | 2 | 0    | 2       |
| 6   |       | Félix Ramos Suría              | ESP  |      | 1 | 0 | 2 | 1    | 3       |

## CA Jersa Alicante
| Nr. | Titel | Name                        | Land | Elo  | G | R | V | Pkt. | Partien |
| --- | ----- | --------------------------- | ---- | ---- | - | - | - | ---- | ------- |
| 1   |       | Francisco Sánchez Guirado   | ESP  | 2250 | 1 | 4 | 4 | 3    | 9       |
| 2   |       | Leontxo García Olasagasti   | ESP  |      | 0 | 2 | 7 | 1    | 9       |
| 3   |       | Juan Miguel Verdú Carbonell | ESP  |      | 1 | 3 | 5 | 2,5  | 9       |
| 4   |       | Carlos Arregui De la Madrid | ESP  |      | 1 | 1 | 4 | 1,5  | 6       |
| 5   |       | Nazario Gómez Deltell       | ESP  |      | 0 | 3 | 0 | 1,5  | 3       |